# Яблоновский (Орловская область)
Я́блоновский — упразднённый посёлок, существовавший на территории Дмитровского района Орловской области до 2004 года. Входил в состав Малобобровского сельсовета.

## География
Располагался в 13 км к югу от Дмитровска и в 2,7 км к юго-западу от села Привич. Высота над уровнем моря 252 м.

## История
По данным 1926 года числился как Яблоновская группа хуторов. В то время здесь было 13 хозяйств крестьянского типа, проживало 78 человек (38 мужского пола и 40 женского). На тот момент Яблоновский входил в состав Круглинского сельсовета Круглинской волости Дмитровского уезда. Позднее передана в Малобобровский сельсовет. В 1937 году в посёлке было 18 дворов. Во время Великой Отечественной войны, с 19 октября 1941 года по август 1943 года, находился в зоне немецко-фашистской оккупации. Захоронение солдат, погибших в боях за освобождение посёлка, после войны было перенесено в общую братскую могилу села Осмонь. К 1981 году постоянное население в Яблоновском отсутствовало. Посёлок был упразднён 15 октября 2004 года.

## Население
| 78 | 0 | 0 |